# Dent de Barme
La dent de Barme est un sommet culminant à 2 756 ou 2 759 mètres d'altitude dans le chaînon alpin des dents Blanches, dans le massif du Giffre, à cheval entre le département français de la Haute-Savoie et le canton suisse du Valais.

## Toponymie
Le nom de la dent de Barmes fait vraisemblablement référence à Bormo, un dieu incontournable du panthéon celte.